# Protorhopala elegans
Protorhopala elegans är en skalbaggsart som beskrevs av Francis Polkinghorne Pascoe 1875. Protorhopala elegans ingår i släktet Protorhopala och familjen långhorningar.
Artens utbredningsområde är Madagaskar. Inga underarter finns listade i Catalogue of Life.